# Milano-Sanremo 1983
La Milano-Sanremo 1983, settantaquattresima edizione della corsa, fu disputata il 19 marzo 1983, per un percorso totale di 294 km. Fu vinta dall'italiano Giuseppe Saronni, giunto al traguardo con il tempo di 7h07'59" alla media di 41,217 km/h. 
Presero il via da Milano 227 ciclisti, 122 di essi portarono a termine la gara.

## Il trofeo
Giuseppe Saronni, dopo aver ritirato il trofeo, lo regalò ai fratelli Del Tongo per rinconoscenza. Stefano Del Tongo lo conservò per lungo tempo in ambito domestico e infine lo diede alla Polisportiva Albergo, che lo trattenne presso la sua sede per anni. Nel giugno 2025, dopo 42 anni, il trofeo venne riconsegnato a Giuseppe Saronni in una cerimonia pubblica.

## Ordine d'arrivo (Top 10)
| Pos. | Corridore         | Squadra        | Tempo    |
| ---- | ----------------- | -------------- | -------- |
| 1    | Giuseppe Saronni  | Del Tongo      | 7h07'59" |
| 2    | Guido Bontempi    | Inoxpran       | a 44"    |
| 3    | Jan Raas          | TI Raleigh     | s.t.     |
| 4    | Eric Vanderaerden | Jacky Aernoudt | s.t.     |
| 5    | Sean Kelly        | Sem-France     | s.t.     |
| 6    | Juan Fernández    | Zor-Gemeaz     | s.t.     |
| 7    | Franco Chioccioli | Vivi-Benotto   | s.t.     |
| 8    | Noël Dejonckheere | Teka           | s.t.     |
| 9    | René Bittinger    | Sem-France     | s.t.     |
| 10   | Gabriele Landoni  | Vivi-Benotto   | s.t.     |